# Cảng Singapore
Cảng Singapore (Tiếng Anh: Port of Singapore, Tiếng Trung Quốc: 新加坡港口 / Tân Gia Ba Cảng Khẩu, Tiếng Malay: Pelabuhan Singapura, Tiếng Tamil: சிங்கப்பூர் துறைமுகம் / Ciṅkappūr Tuṟaimukam) gồm các cơ sở hạ tầng bến cảng và khu vực nước cảng thực hiện chức năng xử lý thương mại hàng hải tại cảng của Singapore. Hiện nay cảng này là cảng bận rộn nhất trên thế giới về mặt trọng lượng tàu hàng xử lý, cảng cũng trung chuyển 1/5 lượng hàng vận chuyển bằng container trên thế giới như cảng container của thế giới bận rộn nhất, một nửa nguồn cung cấp dầu thô hàng năm của thế giới, và là cảng trung chuyển của thế giới bận rộn nhất. Đó cũng là cảng đông đúc nhất về tổng trọng tải hàng hóa xử lý cho đến năm 2005, khi bị cảng Thượng Hải vượt qua. Hàng ngàn tàu thả neo ở cảng, kết nối cổng để hơn 600 cảng khác trong 123 quốc gia và trải rộng trên sáu lục địa.
Cảng Singapore không chỉ là một nguồn lợi kinh tế đơn thuần, mà là cần thiết vì Singapore thiếu đất đai và tài nguyên thiên nhiên. Cảng là nơi quan trọng đối với nhập khẩu tài nguyên thiên nhiên, và sau đó tái xuất sau khi hàng đã được tinh chế. 
Eo biển Johor tàu bè không qua được do có Johor-Singapore Causeway kết nối Singapore với Malaysia.